# Michigan Stags
I Michigan Stags sono stati una squadra di hockey su ghiaccio della World Hockey Association con sede nella città di Detroit, nello stato del Michigan. Nacquero nel 1974 e nel gennaio del 1975 si trasferirono a Baltimora dove assunsero il nome di Baltimore Blades e dove si sciolsero alla conclusione del campionato.

## Storia
Nel 1974 due imprenditori di Detroit acquistarono i Los Angeles Sharks e trasferirono la franchigia nel Michigan dandole il nome di Michigan Stags. La squadra esordì nella stagione 1974-75 presso la Cobo Arena guidata dall'allenatore Johnny Wilson. La speranza dei proprietari era quella di creare un'alternativa valida ai Detroit Red Wings, formazione della National Hockey League che stava affrontando un periodo negativo.
Purtroppo gli Stags si rivelarono un fallimento tanto quanto i Red Wings. Gli unici giocatori di livello erano l'ala sinistra Marc Tardif, il veterano Gary Veneruzzo e il portiere ex-NHL Gerry Desjardins, il quale a metà stagione lasciò la squadra dopo aver trovato un contratto con i Buffalo Sabres. Gli Stags non riuscirono inoltre a conquistare il pubblico locale, infatti alle gare casalinghe la media era di soli 3.000 spettatori e non erano riusciti a trovare un accordo televisivo per trasmettere le partite. La squadra fu costretta a cedere molti dei suoi giocatori prima dello scioglimento avvenuto il 18 gennaio del 1975.
Una settimana più tardi la lega decise di trasferire la squadra a Baltimora presso il Baltimore Civic Center e di darle il nuovo nome di Baltimore Blades. La squadra prese il posto dei Baltimore Clippers, squadra della American Hockey League di cui assunsero i colori e la divisa. Al termine della stagione, conclusa all'ultimo posto della Western Division la franchigia Michigan/Baltimore venne sciolta definitivamente.

## Record stagione per stagione
| Michigan Stags - Baltimore Blades |         |    |    |    |   |    |     |     |    |  |
| 1974-75                           | Western | 78 | 21 | 53 | 4 | 46 | 205 | 341 | 5° |  |

## Divise storiche
| Stags Casa | Stags Trasferta | Blades Casa | Blades Trasferta |

## Record della franchigia

### Carriera
Gol: 33  Gary Veneruzzo
Assist: 33  Jean-Paul Leblanc
Punti: 60  Gary Veneruzzo
Minuti di penalità: 100  Jean-Paul Leblanc
Vittorie: 9  Paul Hoganson e  Gerry Desjardins
Shutout: 2  Paul Hoganson
Partite giocate: 78  Jean-Paul Leblanc e  Randy Legge